# 원발성 아메바성 수막뇌염

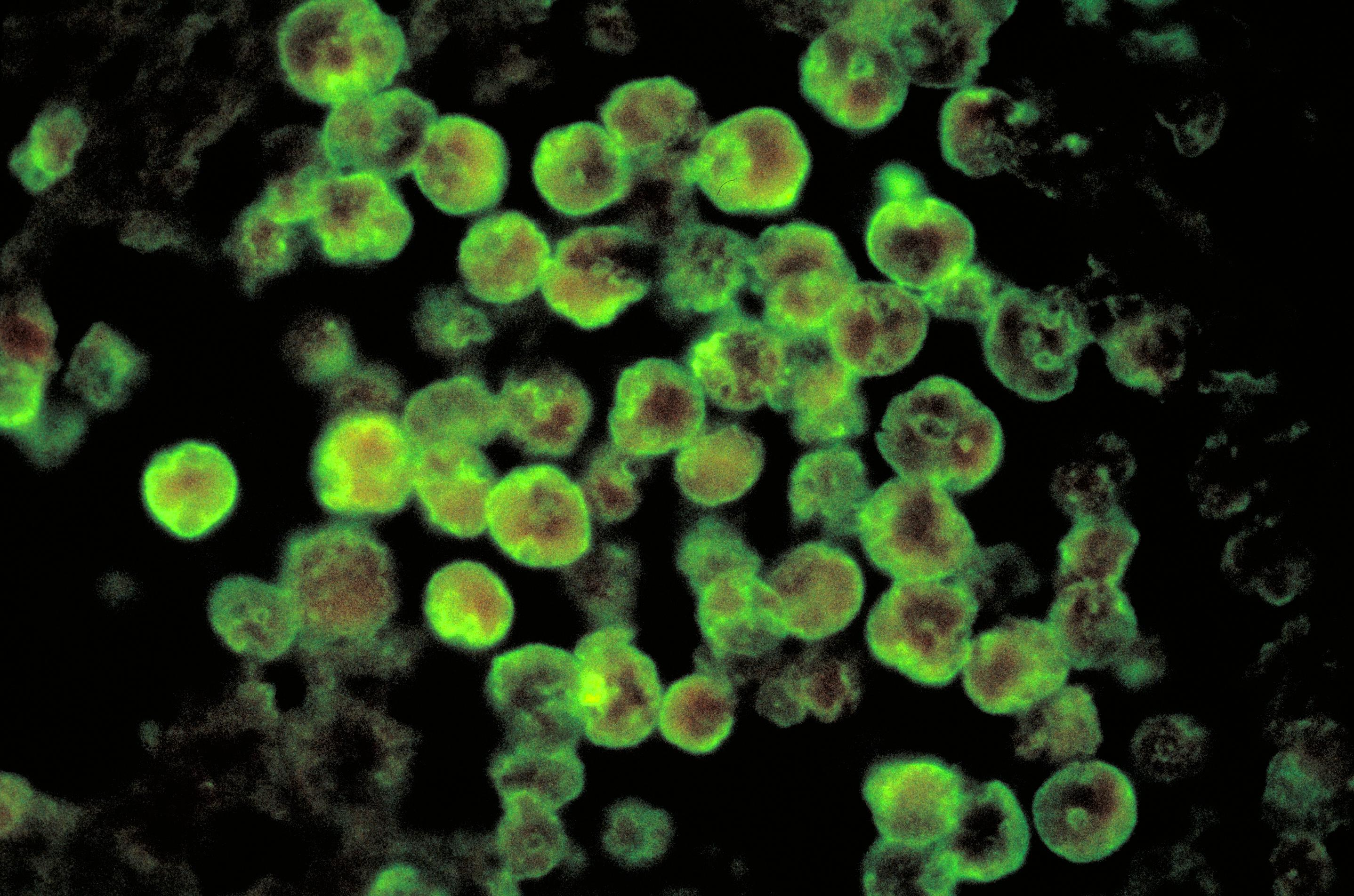
원발성 아메바성 수막뇌염을 앓는 뇌의 병리조직.

원발성 아메바성 수막뇌염(primary amoebic meningoencephalitis)은 파울러자유아메바라는 단세포생물에 의해 발생하는 뇌질환이다.
파울러자유아메바는 못, 호소, 하천, 온천 등 따뜻한 민물에 서식한다. 흙 속이나 관리가 제대로 되지 않은 상수도시설, 공업용수, 염소소독이 제대로 안 된 수영장 물에서도 발견된다. 소금물에서도 서식한다는 증거는 없다.
감염은 매우 드물지만, 일단 감염되면 거의 반드시 죽으며, 치사율은 95%에 달한다.